# Krymtrolleybus

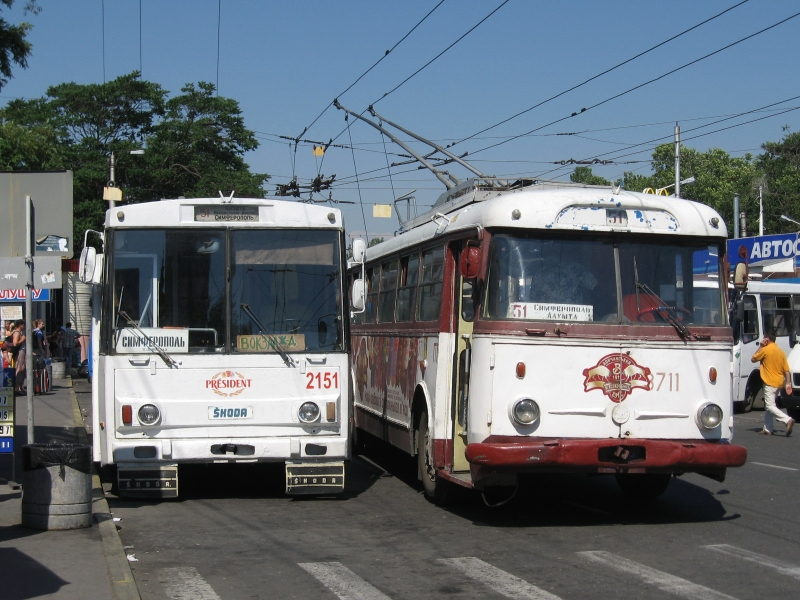
Filobus Škoda 14Tr n. 2151 e Škoda 9Tr n. 3711 della Krymtrolleybus al capolinea di Simferopoli della linea 51

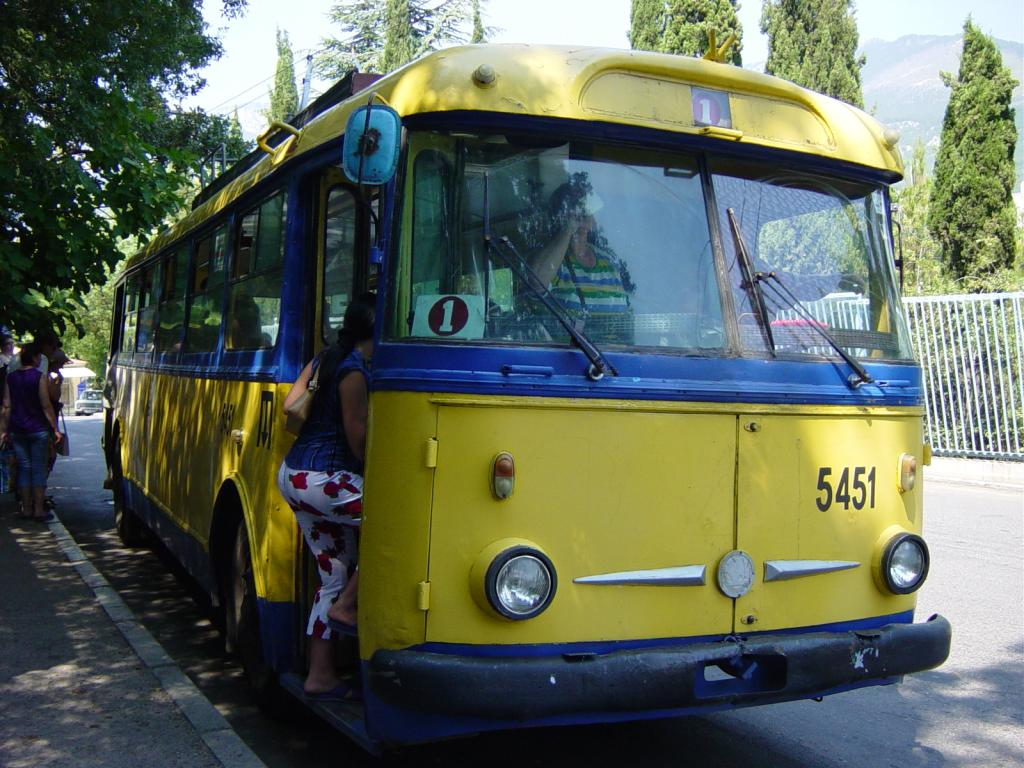
Filobus Škoda 9Tr n. 5451 della Krymtrolleybus a Jalta

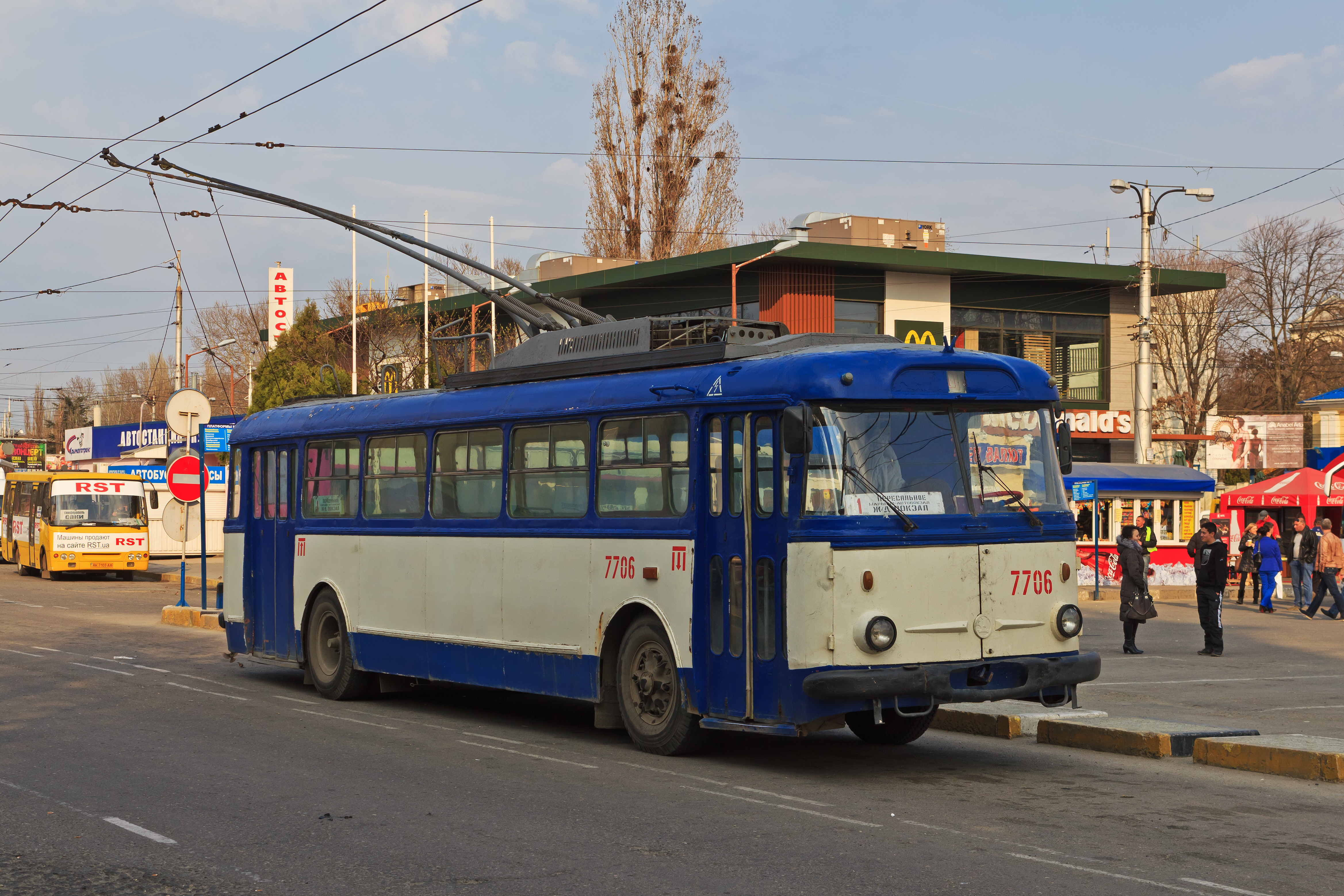
Filobus Škoda 9Tr della Krymtrolleybus n. 7702 a Simferopoli

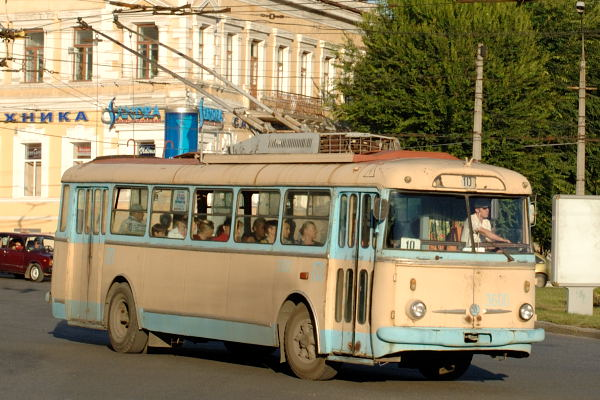
Filobus Škoda 9Tr della Krymtrolleybus n. 3600 sulla linea 10 a Simferopoli

Krymtrolleybus è un'azienda di trasporto pubblico della Repubblica autonoma di Crimea e ne gestisce la rete di filovie urbane e interurbane. La linea n. 52 è la più lunga del mondo, con 86 km di percorso

## Storia
L'azienda è stata costituita nel 1959, poco prima dell'inaugurazione della rete urbana di Sinferopoli, il 7 ottobre 1959.
Risale al 1961, invece, il completamento della linea interurbana in grado di collegare in circa 2 ore e mezza Sinferopoli, principale città della Crimea dotata di stazione ferroviaria e aeroporto internazionale, con le più frequentate località di villeggiatura sulle coste del Mar Nero.

## Esercizio
La "Krymtrolleybus" gestisce linee urbane ed interurbane.
- Linee urbane caratterizzate da numeri di linea bassi (tra 1 e 20) nelle seguenti città:
  - Alušta (dal 1983)
  - Sinferopoli (dal 1959)
  - Jalta (dal 1961)
- Linee interurbane tra le suddette città, con numeri di linea più alti (tra 50 e 60).
  - la filovia Sinferopoli-Alušta-Jalta, classificata dall'operatore come linea n. 52, con i suoi 86 km è considerata la più lunga del mondo.

## Parco aziendale

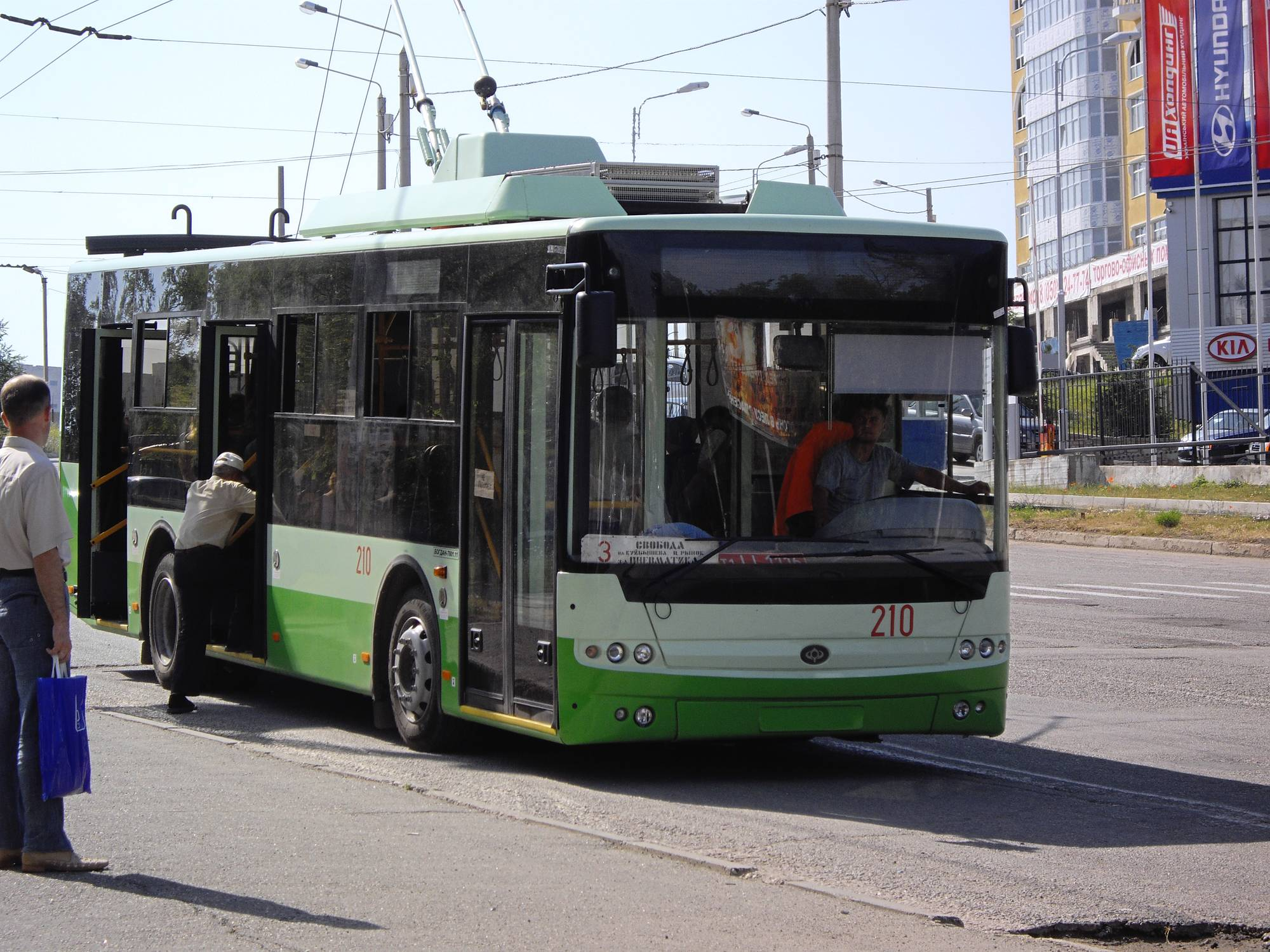
Sinferopoli: filobus Isuzu Bogdan T601.11 n. 210 sulla linea 3

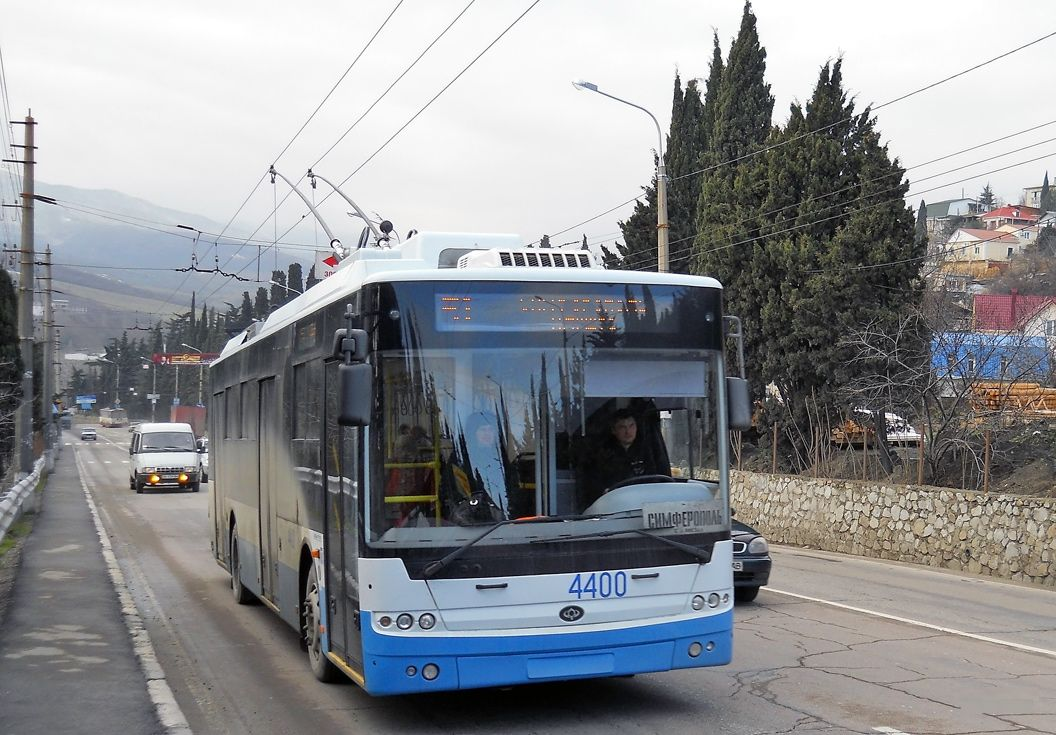
Alušta: filobus Isuzu Bogdan T701.15 n. 4400 sulla linea 51

La flotta della Krymtrolleybus, ripartita in 4 depositi, è composta da quasi 500 vetture, metà delle quali sono incredibilmente filobus Škoda 9Tr costruiti negli anni '60-'80; molto rappresentati anche gli Škoda 14Tr, oltre a pochi esemplari di JuMZ-T2 e qualche nuovo modello a marchio Belkommunmaš e Isuzu.
Le più affollate linee urbane di Sinferopoli, come quella per l'aeroporto contraddistinta dal numero 9, sono esercitate con filosnodati (Škoda 15Tr, JuMZ-T1, ZiU10).
Nei mesi invernali si utilizzano prevalentemente filobus di produzione più recente, mentre nella stagione balneare si impiegano nelle zone turistiche moltissimi Škoda 9Tr dalle carrozzerie sgargianti.